# Ruellia wurdackii
Ruellia wurdackii är en akantusväxtart som beskrevs av D.C. Wasshausen. Ruellia wurdackii ingår i släktet Ruellia och familjen akantusväxter. Inga underarter finns listade i Catalogue of Life.